# Брненский метрополитен
Брненское метро (чеш. Brněnská podzemní draha или чеш. Brněnské metro) — планирующийся к созданию после 2030 года частично подземный скоростной трамвай-метротрам в Чехии, как одно из основных средств городского транспорта в Брно.

## Варианты
В 1974 году в столице Чехословакии Праге была открыта первая линия метро. После этого начали появляться предложения построить аналогичные эффективные высокопровозные скоростные системы в других крупных городах страны: в столице союзной республики Словакии Братиславе планировался традиционный метрополитен, а в менее крупном, но втором по величине в Чехии и главном в Моравии городе Брно — метротрам.
Первоначальный план был таков: создать скоростной трамвай по направлению Veveří — Moravské naměstí — Hlavní nadraží — Zvonařka с использованием тоннелей в центре. Позднее было предложено построить линию только по направлению Sokolnice — Telnice.
По планируемым тоннелям железнодорожного типа возможно движение подвижного состава как скоростного трамвая, так и традиционного метрополитена или пригородно-городского поезда S-Bahn, которые в настоящее время также рассматриваются как перспективные варианты до 2030 года.

### Север / юг
План вошёл в несколько этапов его реализации, начиная с 2002 года. Тем временем, появились предложения Северного железнодорожного профиля, после чего должны проводиться пригородные поезда. В то время как в начале подошёл, об участии почти всех железнодорожных линий, которые до железнодорожного узла Брно, был Югоморавском округом, наконец, фаворизи́рованный вариант, который заключается только в сужении трассы 250 от направления Kuřim на северном конце, и трассы 300 от направления Sokolnice — Telnice, возможно, даже трассы 250 от направления Hrušovany u Brna, на южном конце. Чтобы добиться привлекательно коротких интервалов внутри города, эти пригородные линии должны быть дополнены специальной городской линией. После муниципальных выборов в октябре 2006 года в город, по выражению компетентного заместителя мэра, хотя и не познал этого, округом предпочтительном варианте, на официальном сайте города Брно, однако, продолжает информация о проекте трамвайной период 2003—2006. Этот проект кажется наиболее вероятным в будущем.
Был предложен минималистский вариант северо-южного метрополитена, который предназначен для работы как на трамвае, так и на пригородных поездах. Новостройка в данном случае была бы ограничена на участке, под центром города (от улицы Германии или Моравского площади до главного вокзала в существующем положении), чтобы позволить более быстрый проход центра и развертывания длинных линий с достаточной вместимостью для пригородных перевозок. Маршрут, был реализован как въезд трамвая на часть рельсового диаметра под центром и последующим выездом.
В туннельном участке должен на обоих концах подъездных путей и выходов в разных направлениях и за пределами центра могли бы быть использованы существующие, в основном, отдельно трамвайные пути и новые переходные участки между трамвайной и железнодорожной сетей.

## Разработка и прогноз реализации
Вопрос северо-южного путя в Брно тесно связана с проблематикой реконструкции железнодорожного узла Брно и расположением центрального железнодорожного вокзала — в случае перехода центрального железнодорожного вокзала будет северо-южная развязка значительно улучшила подключение нового вокзала в центр и на другой общественный транспорт и тем самым частично компенсировать недостатки отдалённого положение. С другой стороны, именно железнодорожные или поездо-трамвайный вариант может помочь к значительному снять нагрузку с центрального железнодорожного вокзала, и тем самым позволяют легче и дешевле отремонтировать вокзал в существующем положении. Через эту связь, но и ещё строить вам из предположения, что из-за большой финансовой эффективности обоих проектов будет север / юг реализован как минимум на десять лет позже, чем реконструкция железнодорожного узла. В октябре 2009 года, было со стороны южно-моравского региона увеличен приоритет проект северо-южного развязки и в то же время, введя новое исследование впервые выражается перспективы в настоящее время в реализации северо-южного и реконструкции железнодорожного узла Брно (в варианте с переездом центрального железнодорожного вокзала). Возможные причины намерении ранее строительства diametru, что между тем avizovaná строительство городского метро как модификация проекта железнодорожного узла с odsunutým вокзалом было отказано, что емкостный проблемы как самого центрального вокзала в отдалённой позиции, так и на его подключение на общественном ТРАНСПОРТЕ по-прежнему нерешенными и что начало реконструкции железнодорожного узла из юридических и финансовых причин по-прежнему кольями.
Новый импульс для решения существующих проблем привел к тому, что переместило центральный вокзал, который был завершен осенью 2017 года. Муниципалитет Брно также требует от правительства, чтобы северо-южная развязка была строительством при модернизации железнодорожного узла Брно. Потому что город хочет, чтобы был север / юг контролировался частью реконструкции крупнейшего железнодорожного узла, обратилась в феврале 2018 года, вместе с министром транспорта Дэном Тьокем, Управления железнодорожного транспорта об исследовании этой дороги.
От Хрлиц до станции Шумавска полотно в соответствии с планом зонирования. От Шумавской к северу есть связь с железнодорожным маршрутом в Тишнова. Одна версия рассчитывает маршрут от Шумавской до технологического парка и станции Речковице. Второй вариант был через Ponavu, около трамвайной остановки Kartouzská на вокзале. Если Брно будет интенсивно работать, по словам мэра Петра Вокржала, начать строительство первого этапа от нового вокзала до станции в Германии в 2023 году. От Шумавской к северу предлагаются два варианта для проверки технико-экономических обоснований; реализация этих вариантов, по словам мэра, не продлится более десяти лет. В мае 2018 года министерство транспорта рекомендовали правительству строить станции у реки, что должно быть в проекции таким образом, чтобы была обеспечена строительство северо-южного композицию. Днем 10 июля 2018 года правительство окончательно приняло решение о реконструкции железнодорожного узла в положении, у реки Свратки без включения строительства северо-южного, что не нравится некоторым членам городского совета. Поэтому партия зеленых предложила реализацию платного города трамвая, который, по их словам, можно было бы начать строительство на участке между вокзалом и Шумавской улицей. Он может быть построен в течение десяти лет. Подготовка должна отвечать за город Брно, что, по словам советника Мартина Андера, также является преимуществом. Возникнут новые остановки Špitálky, Брно-центр, заброшенный и голландский. В сентябре 2018 возник меморандум о сотрудничестве города Брно, Оломоуц региона, Министерства транспорта и Управления железнодорожного транспорта.